# NGC 5281
NGC 5281 هي مجرة تتبع كوكبة قنطورس. اكتشفها نيكولاس لويس دو لكيل في 1751.

## روابط خارجية
- NGC 5281 على موقع ويكي سكاي: DSS2, SDSS, GALEX, IRAS, Hydrogen α, X-Ray, Astrophoto, Sky Map, Articles and images